# Minifig

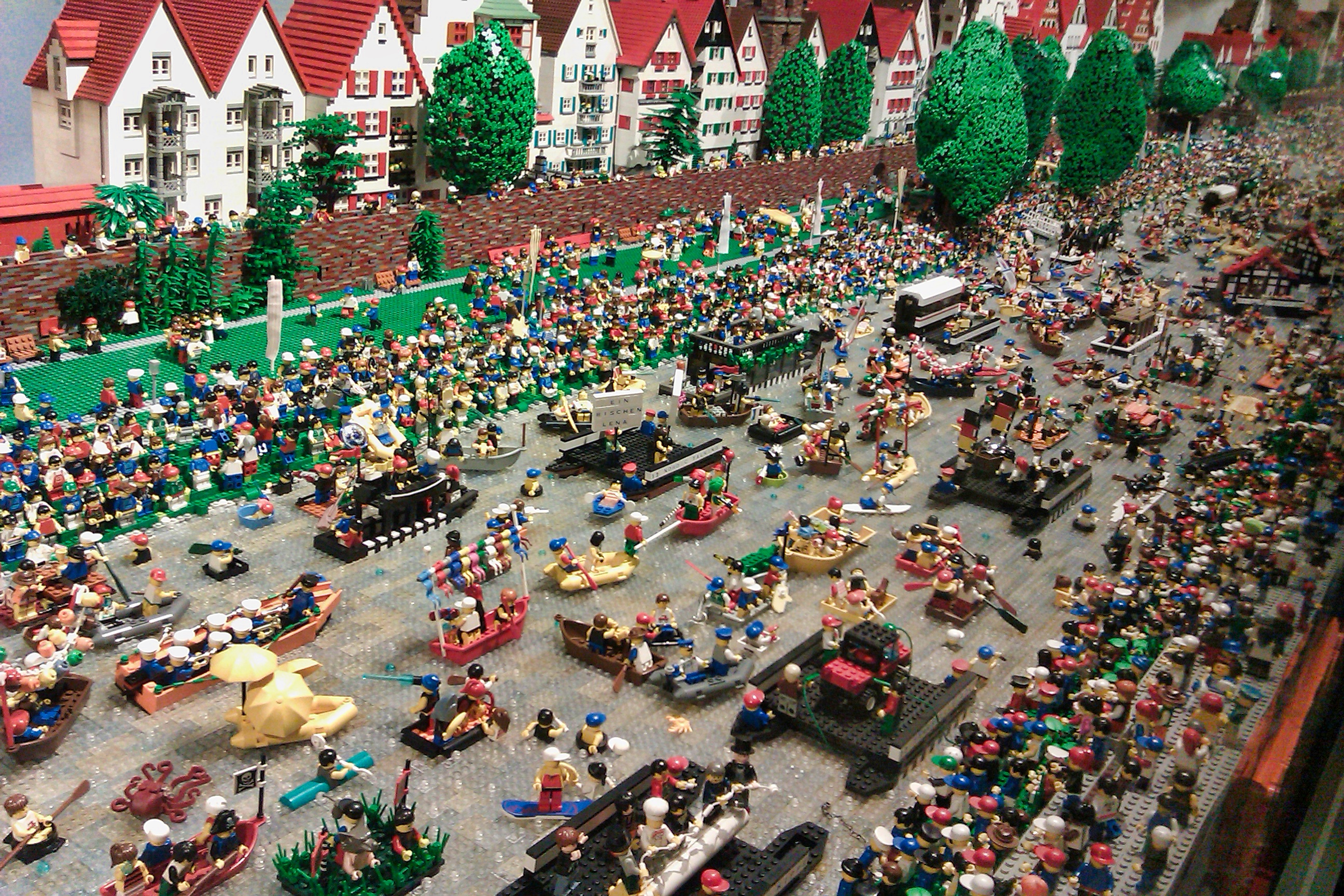
Een diorama van LEGO

Minifig of minifigure is de benaming die internationaal gebruikt wordt voor de minifiguren, de poppetjes die deel uitmaken van het speelgoed LEGO. Ze werden in de jaren zeventig ontworpen door Jens Nygaard Knudsen (1942–2020), die van 1968 tot 2000 als ontwerper in dienst was bij LEGO in Billund in Denemarken.

## Uiterlijk
Minifigs zijn ontworpen als kleine mensjes om de LEGO-wereld te bevolken. Ze bestaan uit een onderlijf met twee beweegbare benen aan een heupgewricht, een bovenlijf, twee losse armen uit één stuk, twee losse handen en een hoofd met een beprint gezicht. Deze onderdelen produceert Lego in veel verschillende kleuren, al hebben de handen en hoofden meestal wel een gele of  kleur. Het bovenlijf is vaak bedrukt om kleding na te bootsen. Om de minifig aan te kleden zijn in de loop der tijd heel veel verschillende accessoires ontwikkeld, zoals hoeden, helmen, baarden, zuurstofflessen, schilden, capes en zwemvliezen. Daarnaast is er een grote hoeveelheid objecten zoals scheppen, bezems, zwaarden, speren en geweren.

## Geschiedenis
In 1975 werden de eerste minifiguren gebruikt. Deze waren op dezelfde schaal als de huidige minifiguren, maar waren meer gestileerd. Het hoofd had geen gezicht, de armen waren onderdeel van het bovenlijf, en het onderlijf bestond uit één geheel. In 1978 kregen de minifiguren een eenvoudig gezicht bestaande uit twee stippen als ogen en een boogvormige lijn als mond. Vanaf 1989 kregen de minifig-hoofden een gezicht met een bepaald karakter. De piraten beschikten vanaf dat jaar ook over een houten been of een haak in plaats van een hand.
Sinds 2003 bestaan er ook Lego Minifigs met een andere kleur dan geel. Bekende sets waren de sporthelden uit de Lego Sportsserie, de personages uit de Lego Star Warsserie en later ook de Lego Harry Potter- en Lego Jurassic Worldseries.

## Patent
Op 18 december 1979 is in de VS patent aangevraagd op deze figuurtjes.

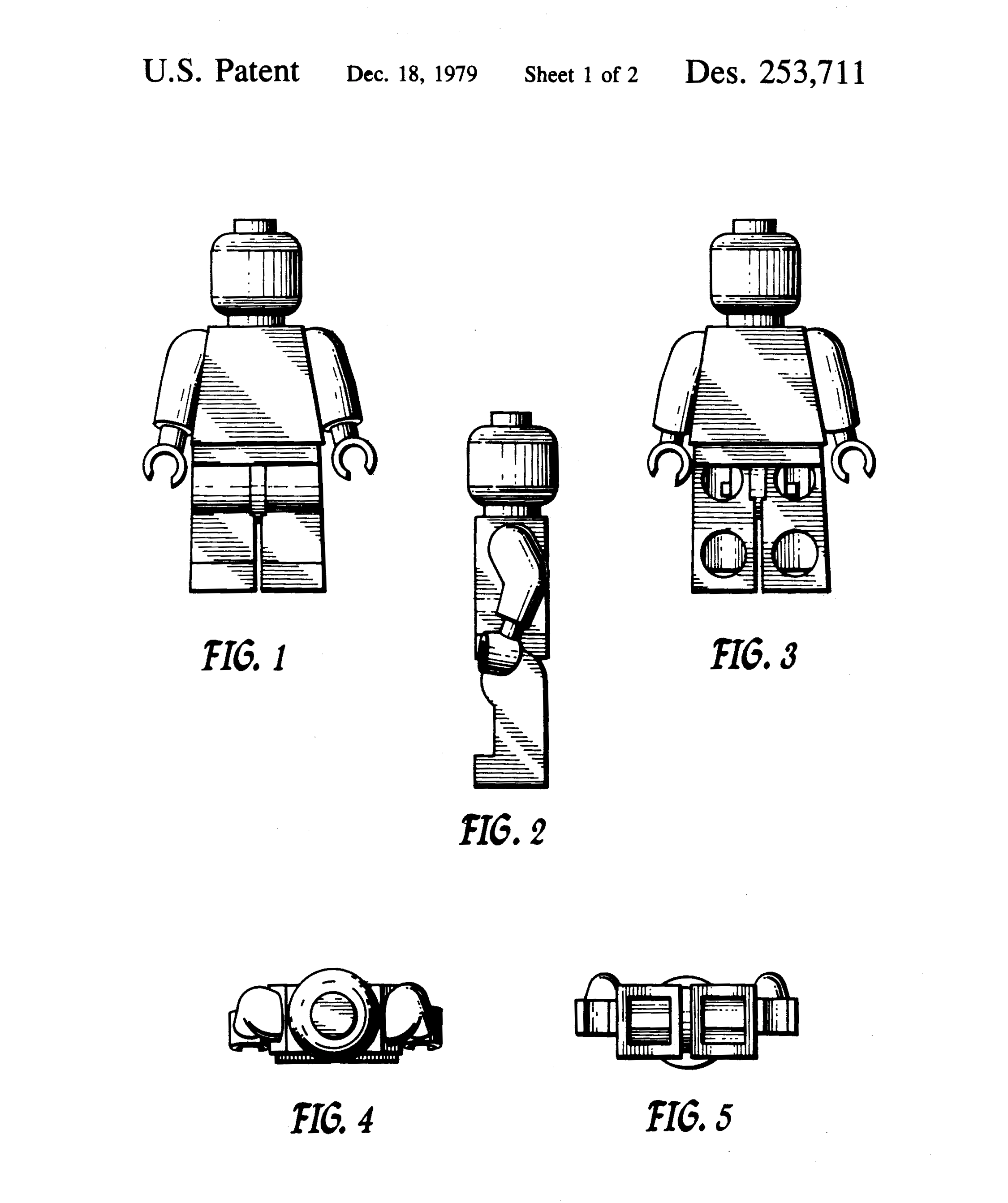
blad 1
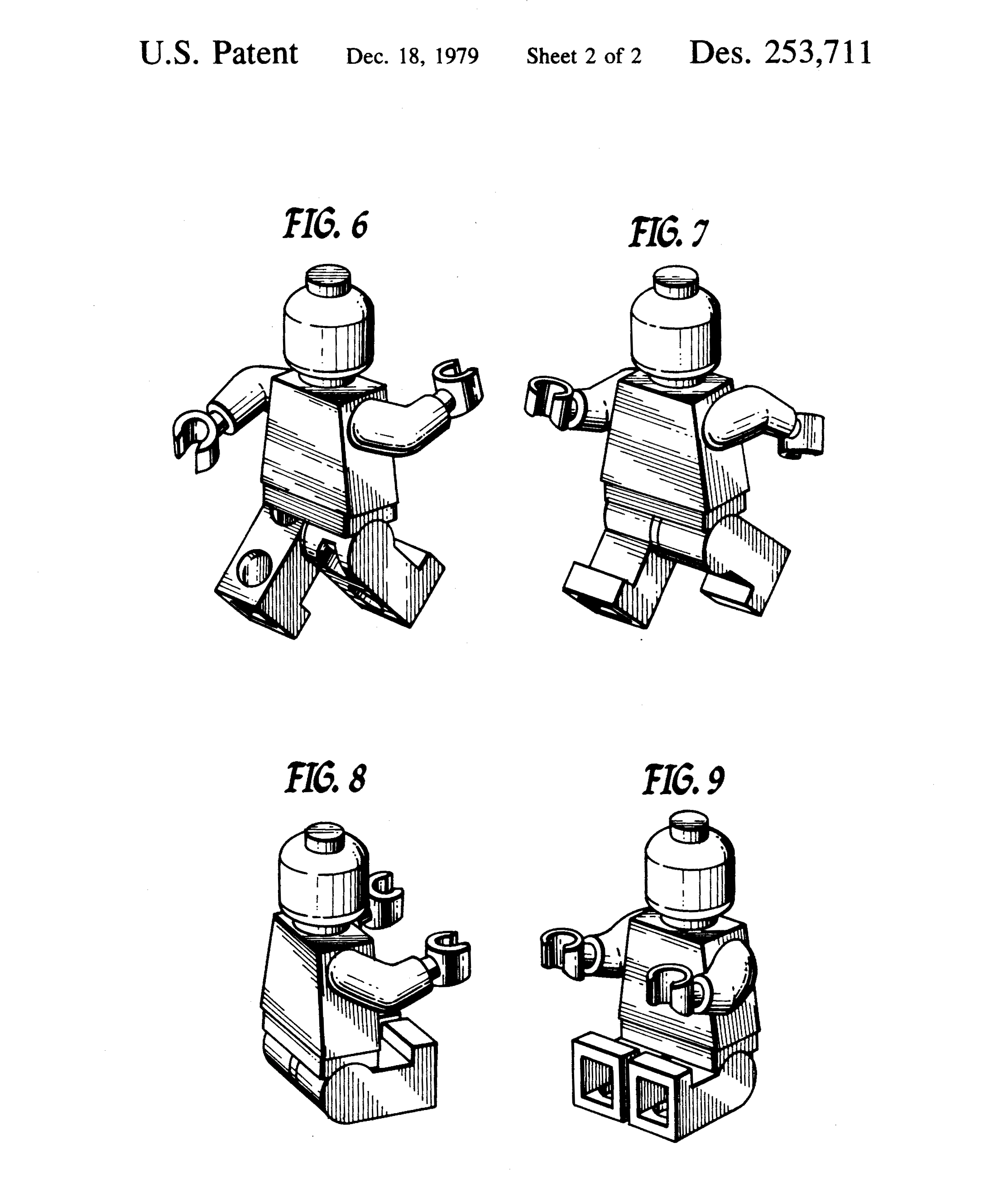
blad 2

## Variaties

### Minidolls
Lego Friends en sommige Disneysets hebben andere poppetjes, minidolls genaamd. Deze zien er realistischer uit t.o.v. van echte mensen, dan de traditionele minifiguren.

### Beprinten
Er zijn veel bedrijven die minifiguren beprinten, waardoor er een nog uitgebreidere variatie aan Minifiguren bestaat dan Lego zelf print. Zo hebben Legofans bijvoorbeeld meer kans om piraten te bezitten, of klanten kunnen er hun naam op laten printen. Tot eind juni 2022 waren de mogelijkheden eindeloos, maar vanaf toen heeft Lego regels gemaakt om de minifiguren, en het bedrijf te beschermen. Deze regels schrijven voor dat er geen logo's of namen van organisaties en handelsmerken op minifiguren geprint mogen worden.

### Big figures of Maxi figures
Lego heeft ook enkele sets gemaakt in de vorm met juiste verhouding en dezelfde bewegingen van een minifiguur.